# Makuyu
Makuyu es una localidad de Kenia, con estatus de villa, perteneciente al condado de Muranga.
Tiene 71 913 habitantes según el censo de 2009, lo cual la convierte en la localidad más poblada del condado. Está formada por un conjunto de áreas semirrurales situadas al este del condado. Fue gravemente afectada por la sequía de 2011.

## Demografía
Los 71 913 habitantes de la villa se reparten así en el censo de 2009:
- Población urbana: 3496 habitantes (1608 hombres y 1888 mujeres)
- Población periurbana: 40 511 habitantes (20 093 hombres y 20 418 mujeres)
- Población rural: 27 906 habitantes (13 909 hombres y 13 997 mujeres)

## Transporte
Se sitúa sobre la carretera A2, que une Thika y Nairobi al sur con Nanyuki, Marsabit y Moyale al norte.